# Pools Seniors Kampioenschap
Het Pools Seniors Kampioenschap was in 2008 een eenmalig golftoernooi van de Europese Senior Tour. Het toernooi vond plaats op de Krakow Valley Golf & Country Club en had de naam Parkridge Polish Seniors Championship.
Op 1 juni verbrak Ian Woosnam het baanrecord met een ronde van 63 en won het toernooi met een score van 202 (-14), gevolgd door Domingo Hospital met 201.